# САУТ
САУТ — система автоматического управления торможением поездов. Впервые испытана в 1986 году, широко применяется на железнодорожном транспорте России с начала 1990-х годов. Разработчик системы — НПО САУТ Уральского Отделения ВНИИЖТ. Система состоит из локомотивной и путевой аппаратуры.

## Локомотивная аппаратура САУТ
Комплекс аппаратуры САУТ обеспечивает ограничение скорости движения поезда в зависимости от показания локомотивного светофора, расстояния до конца блок-участка, допустимых скоростей движения и приведённого (среднего) уклона. Информация о блок-участке или маршруте приёма на станцию передаётся на локомотив путевыми устройствами или берётся из локомотивной базы данных. Скорость ограничивается путём автоматического отключения тяги и включения тормозов поезда в режиме служебного торможения.

### Установка САУТ на локомотив
Установка аппаратуры САУТ на локомотив может производиться как на заводе, изготавливающем локомотив, так и в условиях локомотивного депо. Существуют проекты установки аппаратуры САУТ практически на все виды локомотивов (электровозов).

### Модификации приборов САУТ
САУТ-У. Построен на цифровых и аналоговых элементах без использования микропроцессоров. Длины блок-участков, ограничения скорости, уклоны задаются путевыми устройствами САУТ-У, расположенными у каждого проходного, входного, маршрутного светофора и на выходе со станции.
САУТ-УМ.
САУТ-МП. Построен на базе микропроцессоров Intel 8085. Каждый сигнал между блоками системы передаётся по отдельному проводу. Используются путевые устройства САУТ-У. Часть блоков системы САУТ-УМ перешла в САУТ-МП в неизменном виде.
САУТ-Ц. Представляет собой аппаратуру САУТ-МП с добавлением локомотивного блока путевых параметров ЛБПП. Локомотивный блок путевых параметров включает в себя блок электроники БЭ-ЛБПП, в котором хранится база данных с информацией о перегонах и динамик Д-ЛБПП для выдачи речевых сообщений при смене огней и при приближении к опасным местам и станциям.
Путевое устройство на выходе со станции передаёт локомотивной аппаратуре числовой код перегона. Длина шлейфа этого устройства задаёт расстояние до первого проходного светофора и воспринимается блоком электроники БЭ-САУТ-МП, код перегона воспринимается блоком электроники БЭ-ЛБПП. При проследовании проходных светофоров локомотивный блок путевых параметров имитирует путевые устройства САУТ-У путём выдачи соответствующих сигналов во входные цепи системы САУТ-МП. Длина блок-участка, ограничение скорости на нём и уклон берётся из локомотивной базы данных.
Путевые устройства САУТ-Ц устанавливаются только у предвходного (последнего проходного), входного, маршрутного светофора и на выходе со станции. Внедрение аппаратуры САУТ-Ц позволило сократить количество путевых устройств в 3—4 раза.
После появления аппаратуры САУТ-ЦМ, новая версия программного обеспечения позволила аппаратуре САУТ-Ц работать по единому с ней алгоритму. Обрабатывается информация с путевых устройств САУТ-ЦМ, в базе данных хранится информация о станциях и перегонах, включая первый блок-участок.
САУТ-Ц/485. Построен на базе микроконтроллеров Siemens SAF-C515C-LM и Atmel AT90S4433-8AI, AT89C51. Представляет собой комплект для замены выработавших ресурс электронных блоков САУТ-Ц. Блок БЭ-ЛБПП исключается из состава аппаратуры, производится замена блока электроники БЭ-САУТ-МП на БЭ-САУТ-Ц/485, добавляется коммутатор САУТ-Ц/485. Через коммутатор к системе подключается динамик, а также, при необходимости, блоки САУТ-ЦМ/485, в частности, блок согласования с КЛУБ-У.
САУТ-ЦМ. В локомотивной базе данных хранится информация не только о перегонах, включая первый блок-участок (при приёме кодированного сигнала длина шлейфа игнорируется), но и о станциях. Код маршрута приёма на станцию передаётся на локомотив предвходным, входным и (при необходимости) маршрутным путевым устройством САУТ-ЦМ, действующим аналогично выходному путевому устройству системы САУТ-Ц. Так же принимается информация и от путевых устройств САУТ-Ц (за исключением частоты 23 кГц, к моменту появления системы САУТ-ЦМ уже не используемой).
САУТ-ЦМ/485. Построен на базе микропроцессоров Atmel. Функции приёма и обработки различных групп сигналов разнесены по отдельным блокам, которые располагаются вблизи источников сигналов. Связь между блоками осуществляется по интерфейсу RS-485.

### Функции и принцип действия САУТ

#### Входные сигналы аппаратуры САУТ
- Сигналы от аппаратуры АЛСН (КЛУБ): показание локомотивного светофора, нажатие рукоятки бдительности РБ, импульсы кодовых посылок АЛСН (используются для определения момента проследования проходного светофора по смене типа кодового путевого трансмиттера).
- Импульсы от датчиков пути и скорости ДПС, частота следования которых пропорциональна скорости движения локомотива. Датчики ДПС устанавливаются на буксах различных колёсных пар, для уменьшения ошибок в вычислениях при возникновении юза и боксования.
- Сигналы от путевых устройств САУТ, принимаемые антенной. Антенна устанавливается на кронштейн приёмной катушки АЛСН.
- Сигналы от датчиков давления, измеряющих давление в уравнительной магистрали (установлены на приставку электропневматическую или встроены в неё) и в магистрали тормозных цилиндров.
- Подача напряжения аппаратурой АЛСН на катушку электропневматического клапана автостопа ЭПК.
- Сигналы цепей управления локомотива: «Тяга» (включён режим тяги), «ЭДТ» (включён режим реостатного или рекуперативного торможения), «ХВП» (установлено направление движения вперёд), «ХНЗ» (установлено направление движения назад).
- Включение аппаратуры электропневматического торможения ЭПТ.

#### Выходные сигналы аппаратуры САУТ
- Отключение тяги. Осуществляется через реле разбора тяги, либо через блок отключения тяги БОТ (для электровозов ЧС2).
- Команды «Перекрыша» и «Торможение» для системы ЭПТ, при её наличии.
- Команды «Перекрыша» и «Торможение» для приставки электропневматической. Приставка электропневматическая устанавливается между краном машиниста и редуктором.
- Снятие напряжения с катушки ЭПК для реализации экстренного торможения.
- Команда регистрации состояния аппаратуры САУТ скоростемером.

#### Информация, передаваемая аппаратурой САУТ машинисту
Пульт машиниста ПМ индицирует следующие измеряемые и вычисляемые аппаратурой САУТ величины:
- фактическая скорость движения;
- программная (допустимая) скорость движения;
- «резерв скорости» - разница между программной и фактической скоростями (отображается аппаратурой САУТ-МП вместо фактической и программной скоростей);
- расстояние до следующего напольного светофора;
- значение тормозного коэффициента (отображается при нажатии и удержании кнопки на пульте машиниста);
- индикатор «Запрещение отпуска». При свечении индикатора отпуск тормозов машинистом запрещён.

Кроме того, воспроизводятся динамиком заранее записанные женским голосом речевые сообщения. Сообщения, начинающиеся со слова «Внимание», требуют подтверждения нажатием рукоятки бдительности (РБ).

#### Управление работой аппаратуры САУТ машинистом
Предусмотрены следующие органы управления работой аппаратуры САУТ машинистом, расположенные на пульте управления ПУ:
- кнопка «К20» — действует при «КЖ» и «К» показании локомотивного светофора и позволяет в случаях, предусмотренных ПТЭ, проследование запрещающего сигнала и движение при «К» показании локомотивного светофора со скоростью не более 20 км/ч;
- кнопка «ПОДТЯГ» — действует при «КЖ» и «Б» показании локомотивного светофора и позволяет остановить поезд на более близком расстоянии от запрещающего сигнала, чем позволяет аппаратура САУТ;
- кнопка «ОТПРАВ» — действует при «Б» показании локомотивного светофора и позволяет отправляться с боковых некодированных путей, а также даёт возможность безостановочного проезда по боковым некодированным путям со скоростью не более 50 км/ч;
- кнопка «ОС» — отменяет действие ограничения скорости после проследования хвостовым вагоном поезда зоны ограничения. Отмена ограничения необходима в случаях, когда длина поезда меньше значения, используемого при вычислениях аппаратурой САУТ;
- тумблер «АЛС-САУТ» — в положении «АЛС» отключает выходные сигналы аппаратуры САУТ-ЦМ от цепей локомотива. При этом положении тумблера аппаратура САУТ-ЦМ не производит разбор тяги, торможение и снятие напряжения с катушки ЭПК.

Кроме того, при необходимости устанавливается тумблер выбора алгоритма работы аппаратуры САУТ-ЦМ «Грузовой — Пассажирский» или «Грузовой — Одиночное следование».

#### Алгоритм работы САУТ
При движении поезда по «З» показанию локомотивного светофора аппаратура САУТ контролирует максимально допустимую (перегонную или конструкционную) скорость движения. При достижении максимально допустимой скорости разбирается режим тяги, а при её превышении на 2 км/ч производится служебное торможение.
При движении поезда по «Ж» показанию локомотивного светофора к проходному светофору с жёлтым огнём или к входному светофору с одним жёлтым огнём аппаратура САУТ в начале блок-участка контролирует максимально допустимую скорость движения, а на расстоянии тормозного пути до светофора с красным показанием (в конце следующего блок-участка) разбирает режим тяги и производит служебное торможение.
При движении поезда по «КЖ» показанию локомотивного светофора к светофору с запрещающим показанием аппаратура САУТ в начале блок-участка контролирует максимально допустимую скорость движения, а на расстоянии тормозного пути до светофора разбирает режим тяги и производит служебное торможение.
При приближении поезда к участку пути с постоянным ограничением скорости на расстоянии тормозного пути, необходимого для снижения скорости, аппаратура САУТ разбирает режим тяги и производит служебное торможение.
При движении поезда по «Ж» показанию локомотивного светофора к входному светофору станции с двумя жёлтыми огнями аппаратура САУТ в начале блок-участка контролирует максимально допустимую скорость движения, а на расстоянии тормозного пути, необходимого для снижения скорости до величины ограничения скорости движения по стрелочному переводу, разбирает режим тяги и производит служебное торможение.
При движении поезда по станционному пути на расстоянии тормозного пути, необходимого для снижения скорости до величины ограничения, аппаратура САУТ разбирает режим тяги и производит служебное торможение.
При движении поезда по станционному пути к закрытому выходному сигналу аппаратура САУТ предотвращает превышение установленного ограничения скорости, а на расстоянии тормозного пути до светофора разбирает режим тяги и производит служебное торможение.
При несанкционированном движении поезда на расстояние более 3 м система выдаёт речевое сообщение «Внимание! Начало движения». В случае если машинист не подтвердил бдительность нажатием рукоятки РБ, поезд будет остановлен служебным торможением. В зависимости от типа локомотива и модификации системы, движение считается несанкционированным если:
- реверсивная рукоятка находится в нулевом положении, либо направление движения не совпадает с направлением, установленным реверсивной рукояткой;
- штурвал контроллера машиниста установлен в нулевое положение.

#### Управление тормозами поезда
Пневматическое торможение производится разрядкой уравнительного резервуара через приставку электропневматическую. Приставка электропневматическая содержит два клапана — тормозной (ТК) и отпускной (ОК). В режиме торможения снимается напряжение с этих клапанов, отпускной клапан перекрывает канал питания уравнительного резервуара сжатым воздухом, а через тормозной клапан производится разрядка уравнительного резервуара на величину (0,07 ± 0,02) МПа для грузового поезда и на величину (0,05 ± 0,03) МПа — для пассажирского.
После достижения необходимой величины разрядки на тормозной клапан подаётся напряжение — производится перекрыша. Если величина замедления поезда будет недостаточной, то аппаратура САУТ может производить дополнительную разрядку ступенями 0,04—0,05 МПа.
Отпуск тормозов производится машинистом. Аппаратура САУТ определяет момент отпуска по появлению сверхзарядного давления и подаёт напряжение на отпускной клапан.
Электропневматическое торможение производится путём подачи напряжения на реле отпуска (РО) и реле торможения (РТ). При достижении давления в тормозных цилиндрах (0,15 ± 0,1) МПа снимается напряжение с реле торможения — производится перекрыша. Отпуск тормозов производится автоматически снятием напряжения с реле отпуска.

#### Регистратор параметров САУТ
Регистратор параметров (РПС) предназначен для контроля работы локомотивной аппаратуры и напольных устройств САУТ, а также локомотивных и напольных устройств АЛСН и действий машиниста. РПС регистрирует входные, выходные сигналы и вычисляемые значения. Для аппаратуры САУТ-Ц регистратор параметров выполнен в виде отдельного блока и подключается при необходимости. В САУТ-Ц/485 регистратор параметров встроенный, в САУТ-ЦМ/485 — встроенный, а также имеется модификация для записи параметров на кассету.
Информация с регистратора считывается блоком проверки БПр-У и переносится на ЭВМ для анализа.

## Путевые устройства САУТ
Путевое устройство САУТ (точка САУТ) состоит из электромагнитного контура (шлейфа), образованного участком правого по ходу движения рельса и электрической цепью путевого генератора САУТ (кабель, муфта, стальная перемычка).
- Путевые устройства САУТ-У устанавливаются у каждого проходного, входного, маршрутного светофора и на выходе со станции и передают на локомотив информацию посредством длин шлейфов и частот токов в шлейфе. Используются частоты 19,6; 23; 27; 31 кГц. Длины шлейфов пропорциональны: L1 (19.6 кГц или 31 кГц, основная частота) — длине первого (после шлейфа) блок-участка, L2 (27 кГц) — длине второго блок-участка при основной частоте 19.6 кГц или ограничению скорости при основной частоте 31 кГц, L12 (расстояние между шлейфами) — уклону. Длина шлейфа предвходного, входного, маршрутного путевого устройства САУТ-У может изменяться (переключением точек подключения к рельсу) при изменении маршрута приёма на станцию.
- Путевые устройства САУТ-Ц, устанавливаемые на выходе со станции, передают на локомотив код перегона при помощи амплитудно-модулированного сигнала с несущей частотой 19,6 кГц. Длина шлейфа пропорциональна расстоянию до первого проходного светофора. Предвходные, входные, маршрутные путевые устройства аналогичны используемым в системе САУТ-У.
- Путевые устройства САУТ-ЦМ устанавливаются на предвходных, входных, маршрутных светофорах и на выходе со станции и передают на локомотив код перегона и номер маршрута аналогично выходному путевому устройству САУТ-Ц. Длины шлейфов пропорциональны расстоянию до следующего (ближайшего, в случае нескольких маршрутов) светофора или могут быть меньше расчётного значения (максимальная длина шлейфа ограничивается 10 м, кроме того, при невозможности размещения шлейфа требуемой длины его длину допускается уменьшать).[2] При изменении маршрута приёма на станцию длина шлейфа не изменяется.

При необходимости могут устанавливаться дополнительные путевые устройства САУТ в местах, отличных от указанных выше.